# 神明大神宮 (相模原市)
神明大神宮（しんめいだいじんぐう）は、神奈川県相模原市緑区橋本にある神社。神明神社と呼ばれることもある。

## 歴史
神明大神宮は1569年（永禄12年）創建したと伝わる。祭神は天照皇大神（あまてらすすめおおみかみ）である。古くから「お伊勢の森」と呼ばれ、伊勢神宮参詣の旅の安全と守護の感謝のため、旅の前後に神明大神宮へお参りしたといわれる。
天保年間（1830〜1844）に地域全域を襲う大火で記録が焼失しているため、詳細は不明である。
以前は樹齢400年を超す大松で昼なお暗い境内であったが、1959年（昭和34年）の伊勢湾台風などの被害を受け、現在は明るく開けた境内になっている。
1888年（明治21年）4月「市町村制」が施行され、神社合併問題が紛糾するが、1925年（大正14年）には終結し相原の八幡宮、橋本の新神明大神宮、小山の天縛皇神社の三社が村社となった。

## 境内

### 御神木
本殿の南側に杉の大きな古木が御神木として崇められていたが枯死し、直径3メートルほどの切り株が残っている。その中心付近に、令和3年1月に三代目の御神木となる北山杉の若木が植樹されている。現在は拝殿右手前にある2本の夫婦榧を二代目御神木としている。

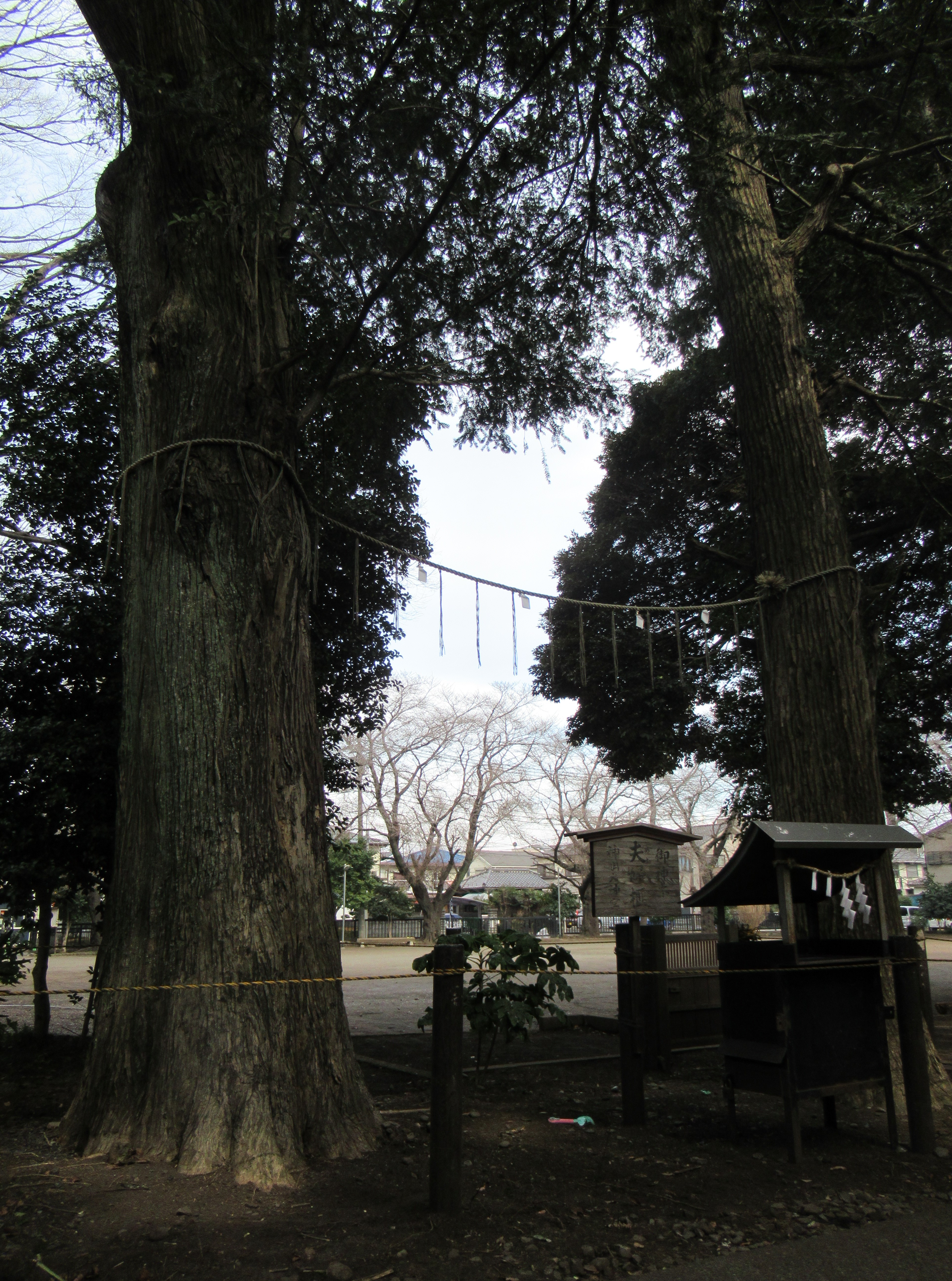
2代目御神木
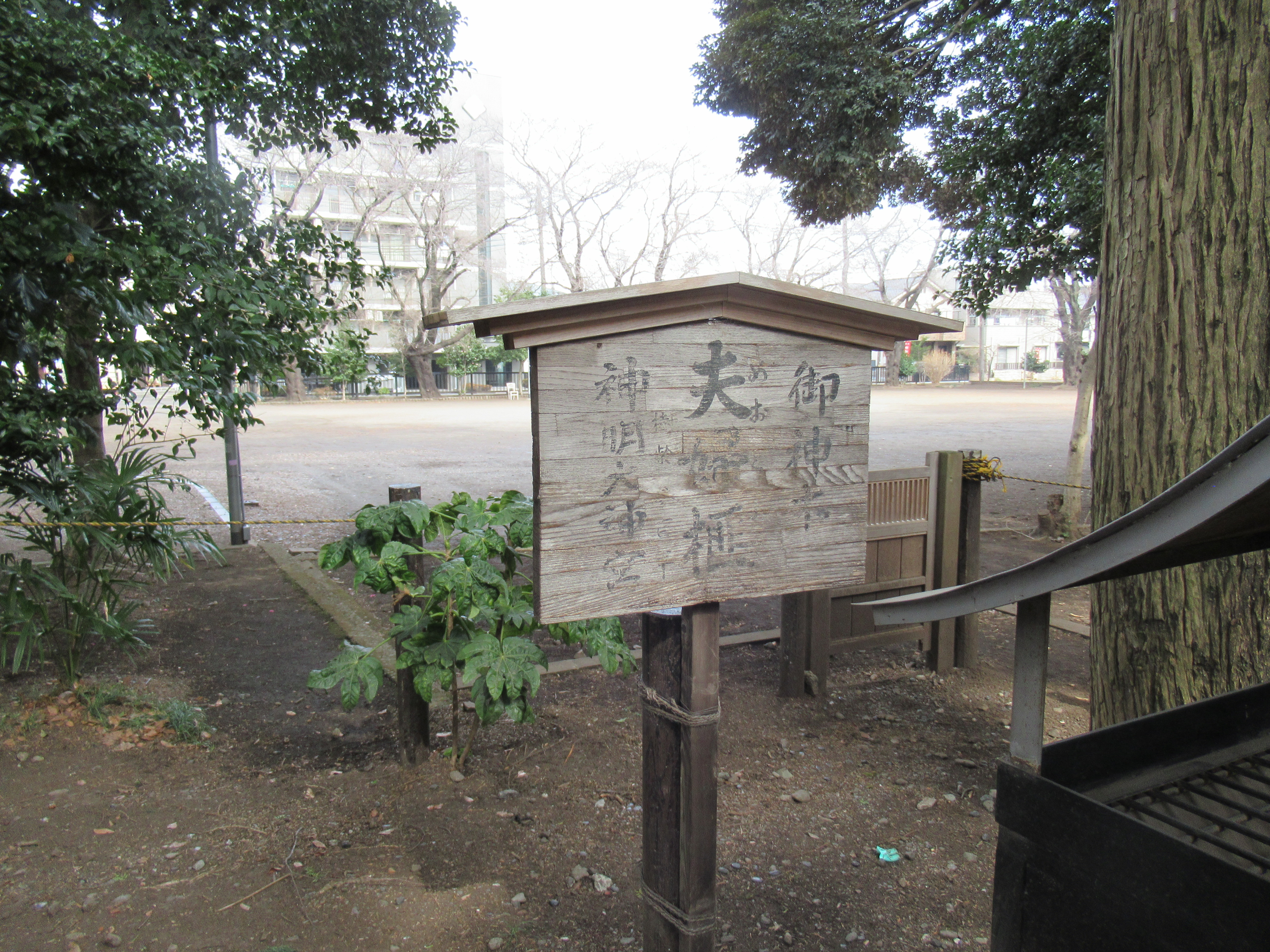
2代目御神木看板
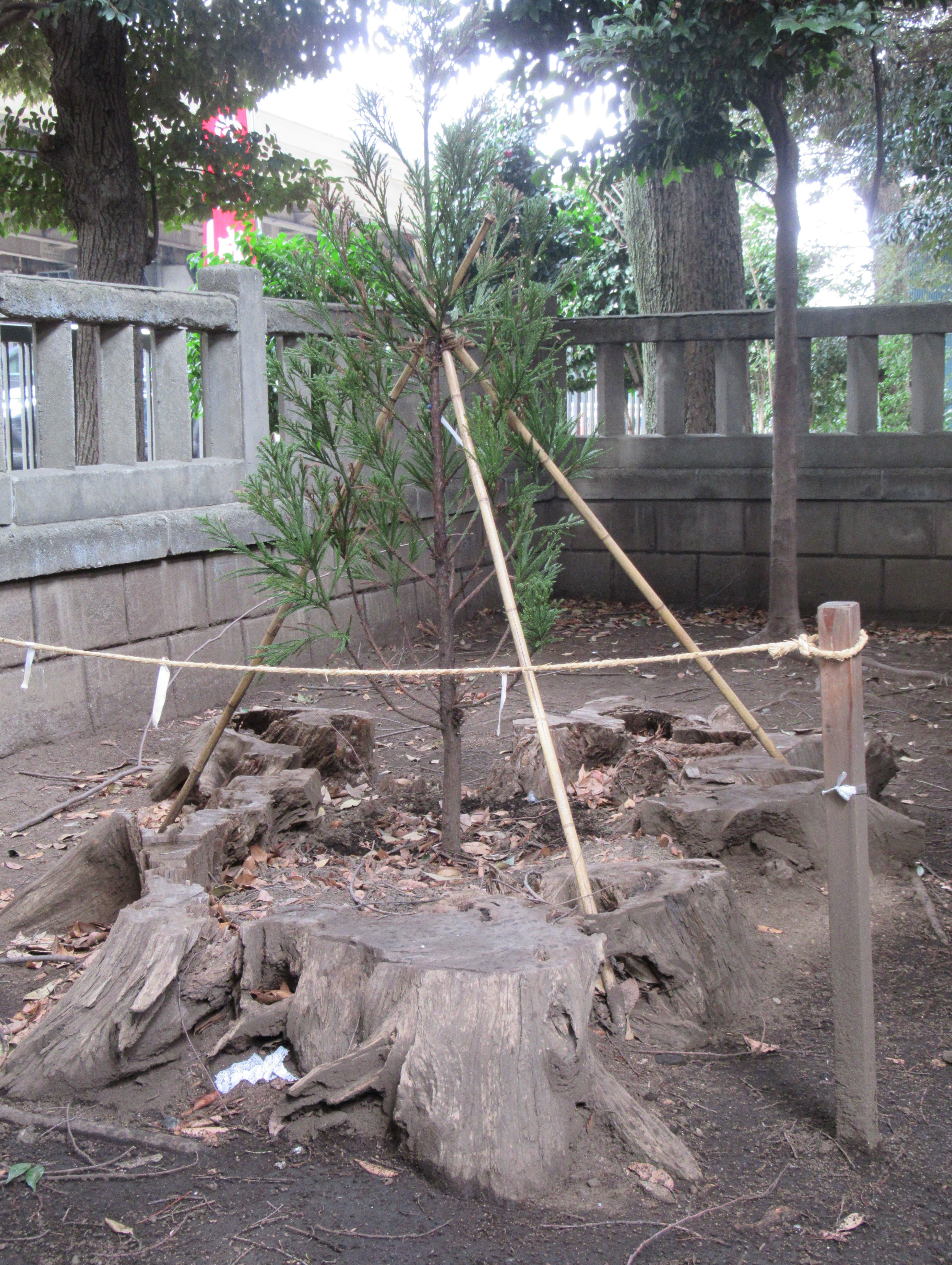
初代・3代目御神木.jpg

### 建造物
境内2,518.99坪（8312.67㎡）

#### 本殿
- 神明造り
- 1.52坪（5.02㎡）[10]

#### 幣殿
- 平屋造り
- 3坪（9.9㎡）[10]

#### 覆殿
- 擬似神明造り
- 6坪（19.8㎡）[10]

#### 拝殿
- 入母屋造り
- 8.75坪（28.88㎡）
- 正面屋根に千鳥破風があり、向拝付き。[10]

#### 神楽殿
- 13.75坪[11]

#### 神輿格納庫
- 6坪
- 神輿一基　宮本卯之助作　1947年（昭和22年）作[11]
- 旧高座郡橋本村の相澤菊太郎氏の日記である「相澤日記」に、神輿についての記載がある。 要約すると、「1947年（明治22年）6月25日に東京市浅草区聖天町の宮本卯之助商店より9万5千円で購入。2尺5寸、欅生地神輿壱社、紅白紐付等。6時に両国橋には子ども神輿とともに、新調した大太鼓を先頭に井上神職が先導し、青年男女子どもたち多くの人たちが出迎えた。1948年（昭和23年）8月4日に神明大神宮に20名余りが集合し、井上神職が宣文を読み、古い神輿と付属品を焼却した。」と記されている[12]。

#### 山車舎
- 5坪
- 山車一台　矢内右兵衛高光作　1888年（明治21年）作[11]
- 家台（山車、屋台）の建造に関しての相談から制作過程など相澤日記に、1888（明治21年）8月1,19,20,21,22日の計5日にわたって、橋本郷神明大神宮山車について詳細に記されている。要約すると、「家台（山車、屋台）は矢内右兵衛高光家で作事し、橋本郷の加藤重郎右衛門宅で組み立て曳かれたが、心棒が折れてしまった。修理したのち再び曳き出され、神明大神宮の鳥居を潜った。そこで微小の雨の中、一同手締めを行った。家台建造代金は55円であった。」と記されている。 棟梁の矢内右兵衛高光氏（当時66歳）は、愛甲郡愛川町半原の宮大工の名匠と言われた人物である。  山車の屋上には身の丈三米余の神武天皇の彫刻を配して、実に勇壮華美であったといわれている[13]。
- 山車では「祭囃子」が演じられ、笛の音に合わせて大太鼓や子太鼓・当り鉦と拍子木などの鳴物を入れてリズムをとる。はじめの「静かもの」は儀式形のものであり、「昇殿」「鎌倉」「宮昇殿」は音調が静かで笛と大太鼓が主役である。「鎌倉」は武を表す意味なのか鎌倉が発祥の地であるのかは定かではない。「宮昇殿」は儀式形から祭囃子の「しらべ」に変わっていく。「仕丁女」は祭の流し曲で、小太鼓の親または子が叩く「短いたま」と「長いたま」があり、囃子の登竜門と言われている。「院番」は笛や太鼓に鳴物で賑やかな調子の良いリズムで昇殿の上司をもてなす曲であろう、下仕の男女が踊る「おかめ」と「ひょっとこ」踊りがつけられ、「おかめ」には「こもりばやし」も入っている。男女それぞれが生活や作業ぶり等を織り込んだ、祭囃子では人気の曲目である。最後は「屋台」という獅子舞と狐踊りのつくもので、太鼓の音が高くテンポも速い爽快な曲目である。囃子の演奏は締太鼓で終わりご苦労さんと唱えバチを納める[14][15]。

#### 社務所
- 42.125坪[11]

#### その他
- 御神符頒布所
- 納札所

### 境内社

#### 天満宮
祭神は菅原道真公。古くから現在の元橋本町1番の地に祀られていたが、1897年（明治30年）に香福寺の境内に遷座され、1948年（明治23年）神明大神宮境内に覆殿が再建されて遷座した。

#### 大鷲神社（おおとり神社）
祭神は天日鷲命。1927年（昭和2年）に原・後藤・樋田・竹内・大貫等の各氏が、橋本商店街の繁栄と商売繁盛を願い、神明大神宮の隣に社殿を建立し、大鷲神社を勧請して祀った。1971年（昭和46年）に商店街有志の寄付により、現在の上屋が建てられた。

#### 稲荷社
端垣内にある稲荷社は、所有者であった柚木一族が京都伏見から勧請したもので、境内に残す条件で買収された。神社の国家管理が廃止された後、土地は無償譲渡され、その後も松林を相沢家から奉納されたり、倒木を津久井製材所に買い取ってもらった代金で広場を購入したりして境内を拡張している。神社敷地に買収された時期については同一資料において1948年（昭和23年）と1951年（昭和26年）の2つの記載がみられる。

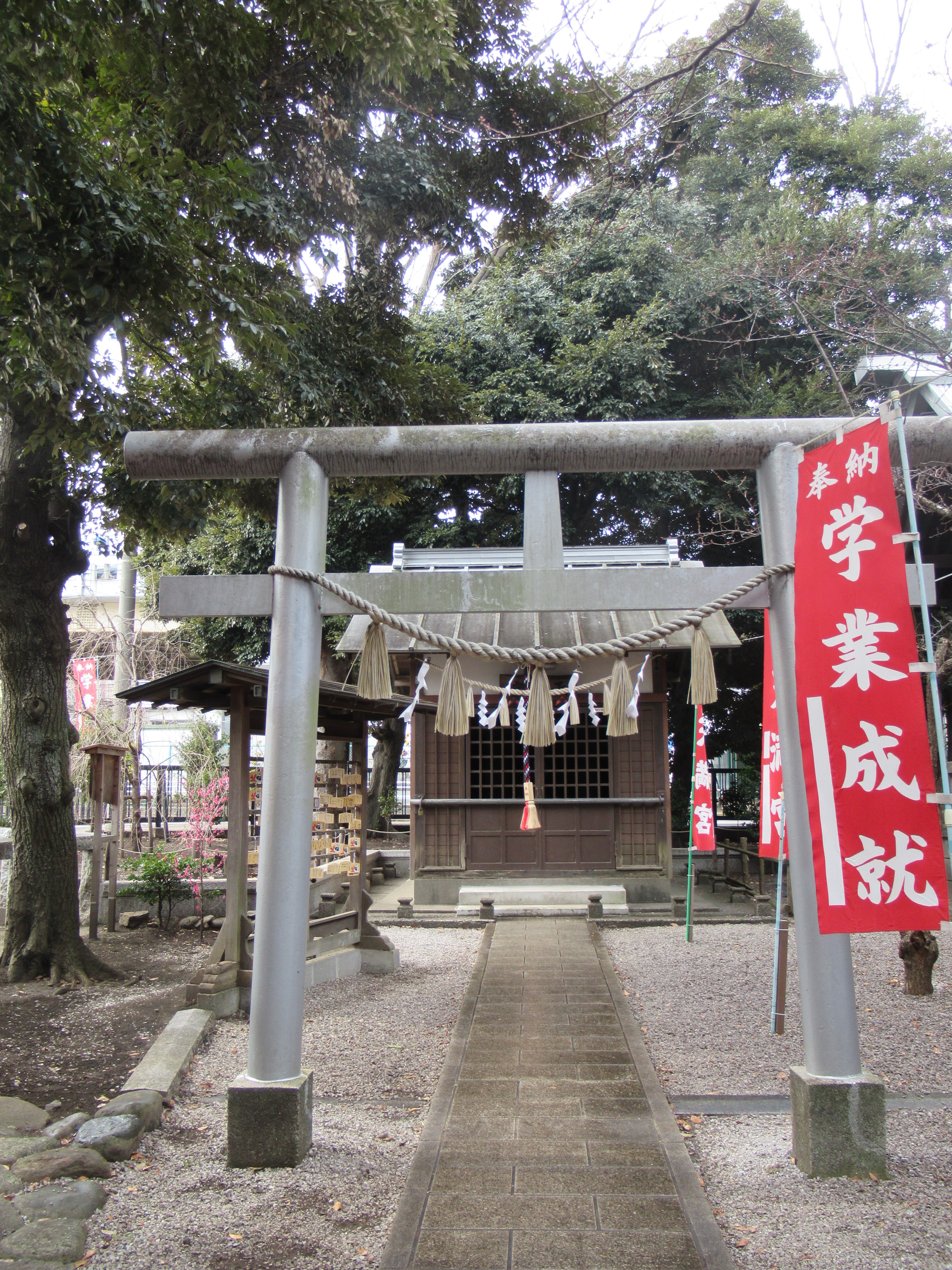
天満宮
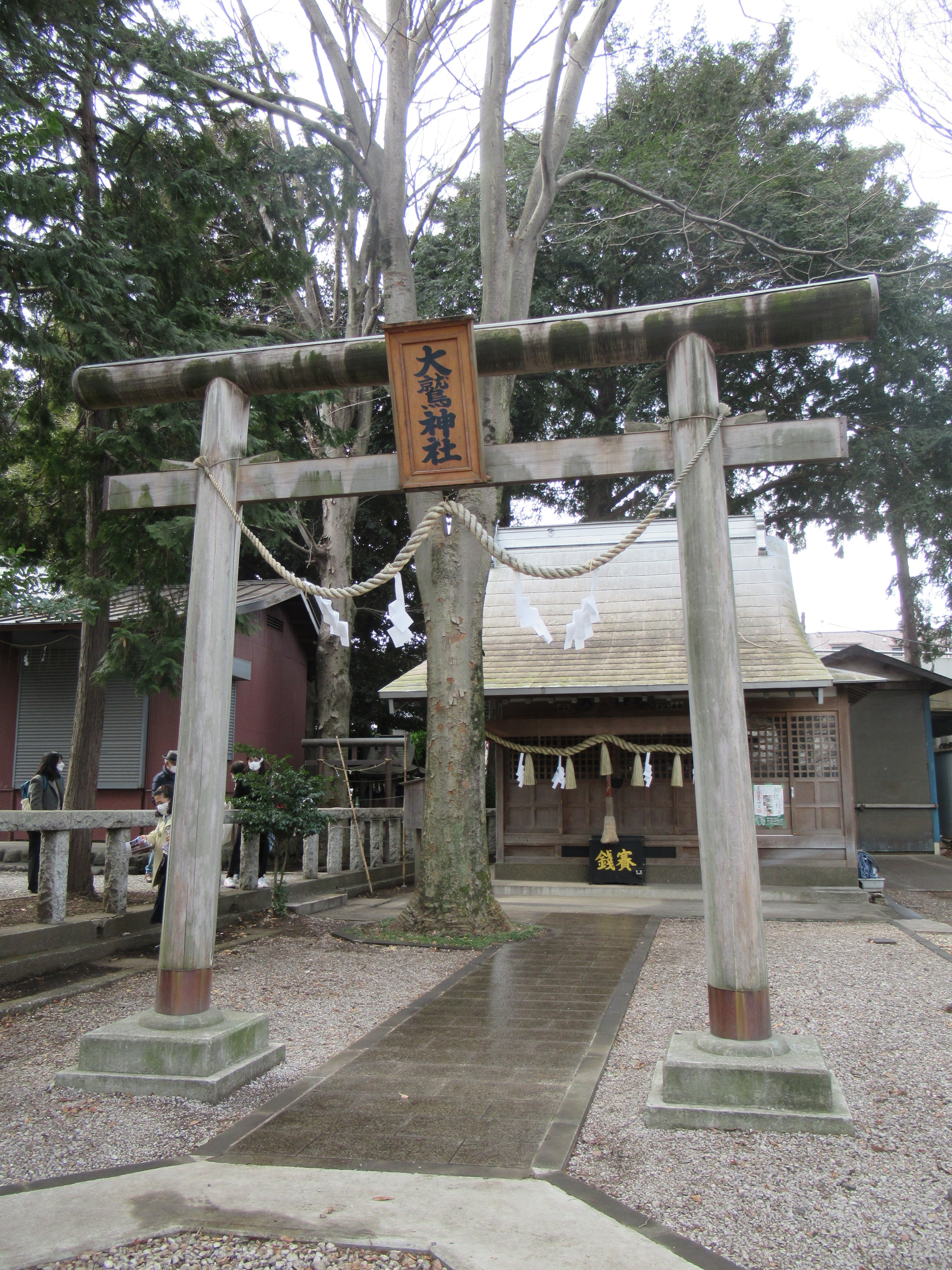
大鷲神社
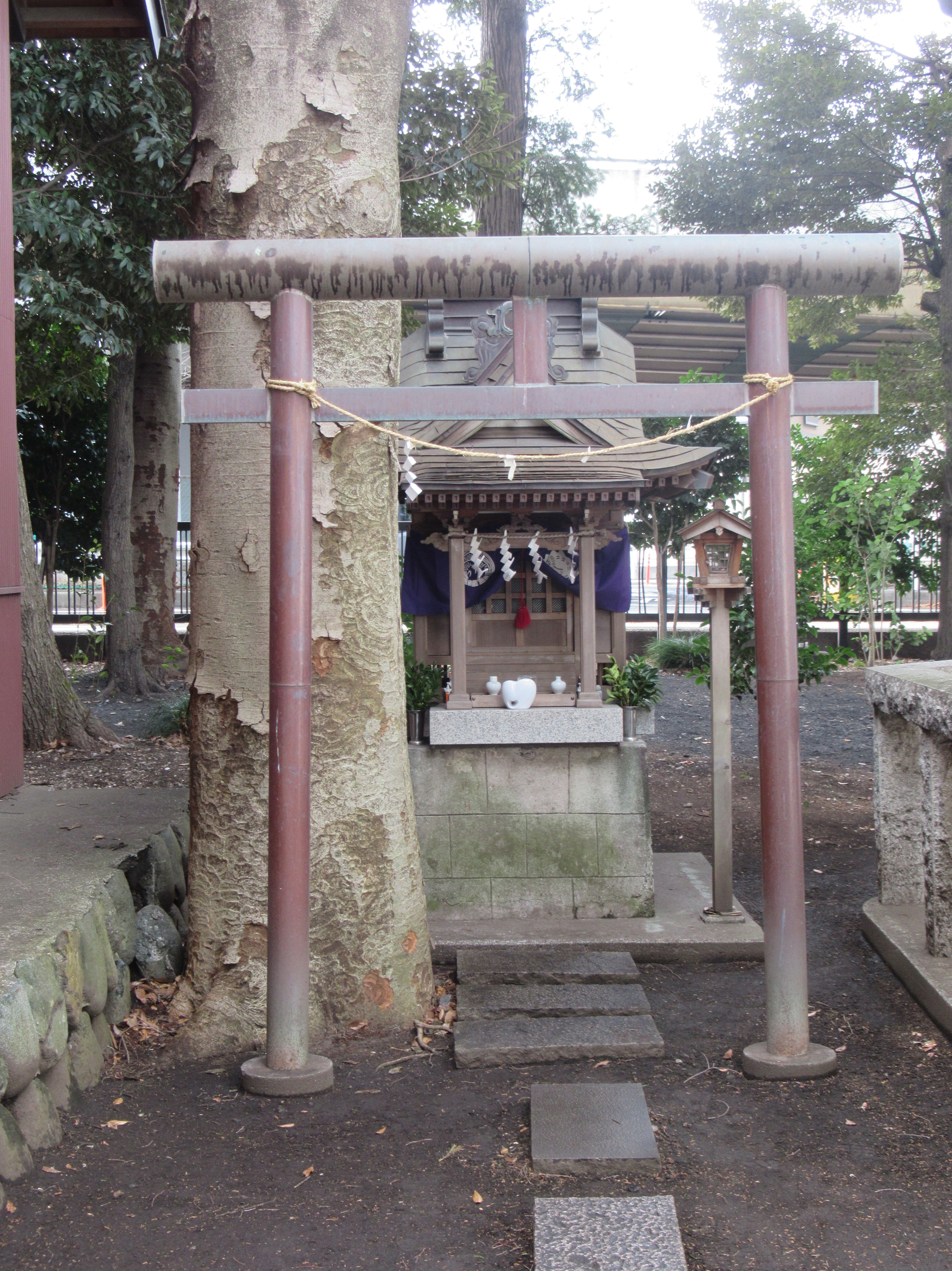
稲荷社

## 年中行事
例大祭
主な行事に例大祭がある。例大祭は現在毎年8月1日に近い土日に行われているが、以前は日程がたびたび変更された。神明大神宮の例大祭の発祥は定かではないが、1841年（天保12年）「新編相模国風土記稿」に例祭として、また1893年（明治26年）の「村内規約書」には大神宮祭典として名が挙がっている。「村内規約書」には当初、皆作祝い（秋の収穫を見込んだお祝い事）として行われたことが記されている。現在は、8月1日に近い土日に例大祭（土曜日）と八坂祭典（日曜日）に行われている。例大祭では、神明大神宮に八坂神社を祀る社殿がないため、翌日の八坂祭典のために、亀ケ池八幡宮の宮司により神輿と子ども神輿に素戔嗚尊の御霊入れの神事を行う。御霊入れされたお神輿と子ども神輿は地域の発展と氏子安泰、防疫を祈願して各自治会を周る。
八坂祭典
例大祭の翌日に行われている。前日に御霊入れをした神輿や山車が橋本の各自治会を周り、商店街を練り歩き祭りを盛り上げている。
橋本七夕まつり
毎年8月の上旬に行われる。橋本商店会の活性化を目指して始まった行事で、橋本駅周辺から七夕通りを中心に神明大神宮まで竹飾りがたくさん飾られ、毎年大勢の人で賑わう。
酉の市
11月の酉の日に、境内に祭られている大鷲神社で開かれる。露天商により正月の縁起物の熊手やダルマが売られている。

## その他
- 毎年4月10日前後の3～4日の夕方（17時50分前後の数分間）、鳥居と本殿と夕日が一直線に並ぶ[26]。これは、神明大神宮・川尻（かわしり）八幡宮・牡龍籠山（おたつごやま）とが地図上で直線に並んでいることから起こる。1984年（昭和59年）8月に城山地域史研究会のメンバーによって、牡龍籠山と川尻八幡宮及び一の鳥居が一直線上に並ぶ現象が発見されている。（八幡神社書上の絵図に牡龍籠山らしき山容を見い出したのが最初。その後、広田小学校が所蔵している町の航空写真によって再確認された。）この直線については研究会でも議論されたが、結論らしきものを得るには至っていない。だが、川尻八幡宮を祭祀場所とし、牡龍籠山を神霊の降臨する地として祀りこむことに、川尻八幡宮創建の根源があったのではないかと推測できる[27]。

## 交通アクセス
- 鉄道
  - JR横浜線、JR相模線、京王相模原線「橋本駅」下車徒歩4分[28]